# Вельс (місто)
Вельс (нім. Wels) — місто в Австрії, земля Верхня Австрія. Населення 56 478 мешканців за переписом 2001 року (друге за чисельністю населення місто федеральної землі після Лінца).
Розташоване на річці Траун (притока Дунаю), за 30 км на південний захід від Лінца, на висоті 371 метр над рівнем моря.
Через Вельс проходить залізниця Відень — Зальцбург, а також залізниця і автошлях до міста Пассау (Німеччина).
Вельс має три міста-побратими: Штраубінг (Німеччина), Чичигальпа (Нікарагуа), Табор (Чехія)

## Панорама міста

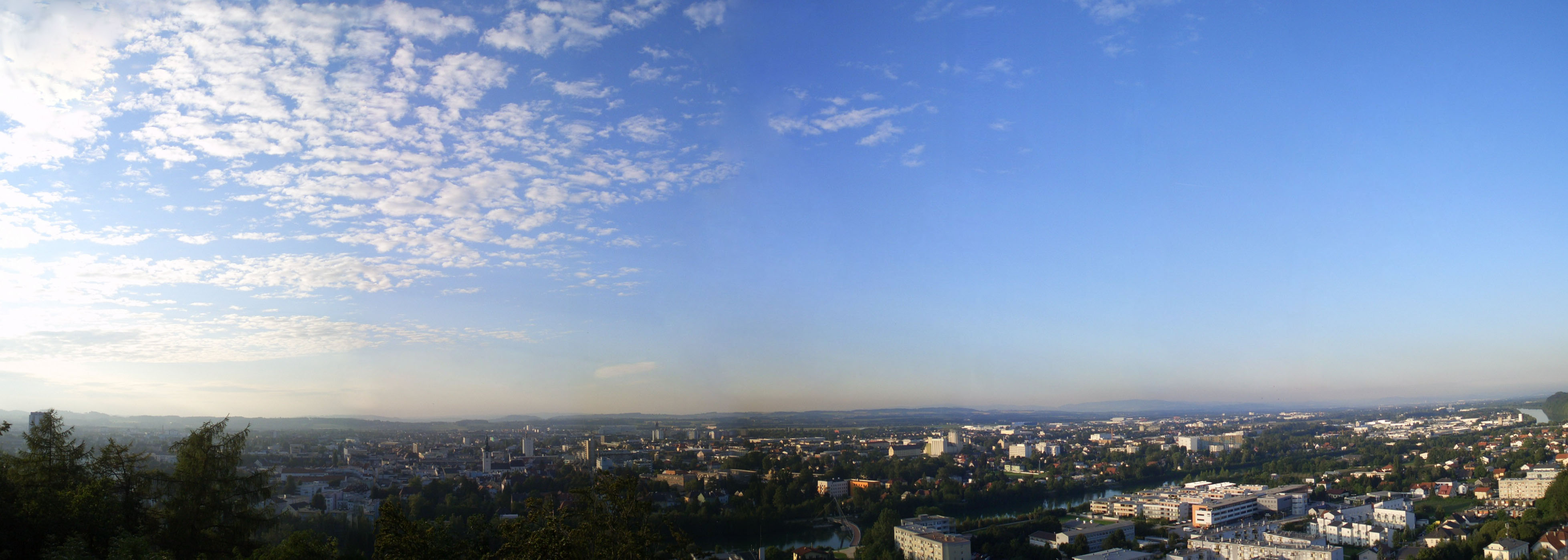
Панорама Вельса.

## Уродженці
- Герман Нойбахер (1893—1960) — австрійський нацист, німецький дипломат, группенфюрер СА.
- Фердинанд Піхлер (1881—1960) — австрійський і німецький офіцер, генерал-лейтенант вермахту.